# Melliteryx mactroides
Melliteryx mactroides is een tweekleppigensoort uit de familie van de Lasaeidae. De wetenschappelijke naam van de soort is voor het eerst geldig gepubliceerd in 1857 door Hanley.